# 33e législature de la Chambre des représentants de Belgique
La 33e législature de la Chambre des représentants de Belgique a commencé le 8 mars 1946, et s'est achevée le 19 mai 1949. Elle fait suite aux élections législatives du 17 février 1946. Elle englobe le gouvernement Spaak II et Huysmans, les gouvernements Spaak III et IV.
Cette législature comptait 212 membres.

## Province d'Anvers

### Arrondissement de  Anvers
- Frans Van Cauwelaert, président de la Chambre
- Hendrik Marck (nl) (CVP)
- Leo Scheere
- Georges Loos
- François van der Straten-Waillet
- Albert Verlackt
- Louis Kiebooms
- Eduard Dehandschutter
- André Vaes
- Camille Huysmans
- Lode Craeybeckx
- Willem Eekelers
- Jean-Baptiste Samyn (POB)
- Frans Detiège
- Louis Major
- Joris Van Eynde
- Felix Van den Bergh (PCB)
- Louis Joris, 2me vice-président

### Arrondissement de Malines
- Pieter Verbist
- Edgard Maes, secrétaire
- Emiel Van Hamme
- Antoon Spinoy
- Gaston Fromont
- Urbanus Muyldermans

### Arrondissement de  Turnhout
- Lode Peeters
- Jan Goelen
- Octaaf Verboven
- Arthur Janssens
- Augustinus Hens

## Province de Brabant

### Arrondissement de Bruxelles
- Jean Herinckx
- Henry Carton de Wiart
- Jan Van den Eynde
- Marguerite De Riemaecker, née Legot
- Charles du Bus de Warnaffe
- Raymond Scheyven
- Herman Vergels
- Emile Welter
- Albert Coppé
- Arthur Gilson
- Charles de Jonghe d'Ardoye
- Paul-Henri Spaak
- Joseph Bracops
- Fernand Brunfaut, vice-président
- Frans Fischer
- Isabelle Blume, née Grégoire
- Marc Somerhausen
- Léon Meysmans
- Frans Gelders, secrétaire
- Marcel Grégoire
- Henri Fayat
- Edgard Lalmand (PCB)
- Albert Marteaux (PCB)
- Raymond Dispy (PCB)
- Samuel Herssens (PCB)
- Suzanne Grégoire ép. Cloes (PCB)
- Léon Mundeleer
- Albert Devèze
- Charles Janssens
- Ernest Demuyter

### Arrondissement de  Louvain
- Albert de Vleeschauwer
- Gaston Eyskens
- Fernand Hermans
- Lucien Mellaerts
- Alfons Vranckx
- François Tielemans
- Paul Kronacker

### Arrondissement de  Nivelles
- Jules Descampe
- Gaston Baccus
- Ernest Deltenre
- Jean Borremans (PCB)
- Werner Marchand (19.03.1946) remplace Paul Michel Gabriel Lévy

## Province de Flandre-Occidentale

### Arrondissement de  Bruges
- Etienne Floré
- Léopold Deschepper
- Achille Van Acker
- Julius Wostyn

### Arrondissement de  Courtrai
- Alfred De Taeye
- Albert De Clerck
- Omer Vandenberghe
- André Dequae
- August Debunne
- Joseph Vandevelde

### Arrondissement de  Furnes-Dixmude-Ostende
- Karel Goetghebeur
- Leon Porta
- Godfried Develter
- Julien Peurquaet
- Adolphe Van Glabbeke

### Arrondissement de Roulers-Tielt
- Albert De Gryse
- Camiel Verhamme
- Guido Gillès de Pélichy
- Arthur Sercu

### Arrondissement de  Ypres
- Lucien Deschodt
- Jeroom Stubbe
- Hilaire Lahaye

## Province de Flandre Orientale

### Arrondissement de  Gand-Eeklo
- August De Schryver
- Paul Supré
- Geeraard Van den Daele
- Camiel Struyvelt
- Théo Lefèvre
- Placide De Paepe
- Achille Heyndrickx
- Edouard Anseele
- Joseph Chalmet
- Amédée De Keuleneir
- Arthur De Sweemer
- Henri Liebaert

### Arrondissement de  Saint-Nicolas
- Henri Heyman, vice-président
- Jozef Van Royen
- Frans Van Goey
- Jozef Vercauteren

### Arrondissement de  Termonde
- Benoît Van Acker
- Joannes Steps
- William Bruynincx
- Julius De Pauw

### Arrondissement de  Alost
- Albert Vanden Berghe
- Ludovic Moyersoen
- Eugène Moriau
- Prosper De Bruyn
- Leo Van Hoorick (PCB)
- Gustaaf De Ville (PCB)

### Arrondissement de  Audenarde
- Maurice Herman
- Eugène Soudan
- Alfred Amelot, secrétaire

## Province de Hainaut

### Arrondissement de  Mons
- Hilaire Willot
- Achille Delattre
- Léo Collard
- Louis Piérard
- Raoul Defuisseaux (PSB)
- Jean Terfve (PCB)
- Marcellin Demoulin (PCB)

### Arrondissement de  Soignies
- Joseph Oblin
- Gaston Hoyaux
- Emile Schevenels (PSB)
- Willy Frère (PCB)

### Arrondissement de  Tournai-Ath
- Maurice Couplet
- Paul Meunier
- Jules Hossey
- Alphonse Bonenfant (PCB)
- René Lefebvre
- Horace Leleux

### Arrondissement de  Charleroi
- Oscar Behogne
- Jean Duvieusart
- Arthur Gailly
- Georges Bohy
- Corneille Embise
- Eugène Van Walleghem, secrétaire
- Joseph Dedoyard
- Fernand Demany, (PCB) secrétaire
- Georges Glineur (PCB)
- Raoul Baligand (PCB)
- Edmond Leclercq

### Arrondissement de  Thuin
- Ernest Challe
- Max Buset
- Gaston Juste
- Fernand Jacquemotte (PCB)

## Province de Liège

### Arrondissement de Liège
- Pierre Harmel
- Paul Streel
- Marcel Philippart, secrétaire
- Jules Merlot
- René Demoitelle
- Paul Gruselin (POB)
- Antoine Sainte
- François Van Belle, 1er vice-président
- Hubert Rassart (POB)
- Julien Lahaut (PCB)
- Théo Dejace (PCB)
- Léon Timmermans (16.12.1947) remplace Louis Neuray (PCB)
- Ernest Burnelle (PCB)
- Jean Rey

### Arrondissement de  Huy-Waremme
- Eugène Charpentier
- Edmond Leburton
- Georges Housiaux
- Joseph Pierco

### Arrondissement de  Verviers
- Pierre Kofferschläger
- Jean Discry
- Albert Parisis
- Jules Hoen
- Mathieu Duchesne
- Henri Reul (PCB)

## Province de Limbourg

### Arrondissement de  Hasselt
- Paul Clerckx
- Alfred Bertrand
- Hendrik Beelen
- Freddy Vreven

### Arrondissement de  Tongres-Maaseik
- Petrus Vaes
- Pierre Dexters
- Joseph Dupont
- Lambert Gottings
- Pierre Diriken

## Province de Luxembourg

### Arrondissement de  Arlon-Marche-Bastogne
- Jean Merget
- Justin Gaspar
- Ernest Rongvaux

### Arrondissement de  Neufchâteau-Virton
- Fernand Van den Corput
- Paul François
- Mathieu Jacques

## Province de Namur

### Arrondissement de  Namur
- Maurice Jaminet
- Charles Héger
- René Dieudonné
- Gustave Fiévet
- Victor Briol (PCB)

### Arrondissement de Dinant-Philippeville
- Abel Charloteaux
- Henri Lambotte
- Jules Blavier
- Marcel Meunier